# Ben Quayle
Pour les articles homonymes, voir Quayle.
Benjamin Eugene Quayle dit Ben Quayle, né le 5 novembre 1976 à Fort Wayne (Indiana), est un homme politique américain. Membre du Parti républicain, il est élu pour l'Arizona à la Chambre des représentants des États-Unis de 2011 à 2013.

## Biographie
Ben Quayle est le fils du 44e vice-président des États-Unis, Dan Quayle, et de sa femme Marilyn. Il obtient un bachelor of arts de l'université Duke en 1998 puis un juris doctor de Vanderbilt en 2002. Il devient alors avocat. Il dirige par la suite une société d'investissement à Scottsdale.
En 2010, il est candidat à la Chambre des représentants des États-Unis dans le 3e district de l'Arizona, une circonscription conservatrice de la banlieue nord de Phoenix où le sortant, John Shadegg, ne se représente pas. Malgré ses anciennes contributions sur un site osé (DirtyScottsdale.com), il remporte la primaire républicaine devant neuf concurrents. Avec 23 % des suffrages, il devance de cinq points son plus proche adversaire. Durant la campagne pour l'élection générale, son adversaire démocrate Jon Hulburd fait diffuser des publicités sur des radios chrétiennes mettant en avant ces contributions, faites sous le pseudonyme d'un acteur pornographique. Quayle est élu représentant avec 52,2 % des voix, devant Hulburd (41,1 %) et deux autres candidats.
Deux ans plus tard, les circonscriptions de l'Arizona sont redécoupées. Les deux-tiers de son ancien district se retrouvent dans le 6e district, où il choisit de se présenter. Durant la primaire, il doit affronter un autre représentant sortant, David Schweikert. Celui-ci attaque Quayle, estimant qu'il n'a été élu représentant que grâce au nom et au réseau de son père. Quayle est battu par Schweikert, 47 % des suffrages contre 53 %,.
Un temps pressenti pour se présenter face à Kyrsten Sinema en 2014, Quayle rejoint la société de lobbying Clark Hill.

## Positions politiques
Ben Quayle est un républicain conservateur,, opposé à l'avortement et au mariage homosexuel.